# Женесс (Еш)
Женесс — люксембурзький футбольний клуб з міста Еша, заснований у 1907. У цей час виступає в Національному дивізіоні. На початку існування до 1918 року називався Женесс Ла Фронтьєр Еш (Jeunesse la Frontière d'Esch). Один з провідних клубів Люксембургу.
Основні кольори клубу чорно-білі. Домашні матчі проводить на стадіоні де ла Фронтьєр, який вміщує 5 400 глядацьких місць.

## Досягнення
- чемпіон Люксембургу: 28
  - 1920-21, 1936-37, 1950-51, 1953-54, 1957-58, 1958-59, 1959-60, 1962-63, 1966-67, 1967-68, 1969-70, 1972-73, 1973-74, 1974-75, 1975-76, 1976-77, 1979-80, 1982-83, 1984-85, 1986-87, 1987-88, 1994-95, 1995-96, 1996-97, 1997-98, 1998-99, 2003-04, 2009-10

- володар Кубка Люксембургу: 13
  - 1934-35, 1936-37, 1945-46, 1953-54, 1972-73, 1973-74, 1975-76, 1980-81, 1987-88, 1996-97, 1998-99, 1999-00, 2012-13